# 君子
君子一语，广见于先秦典籍，起初多着重强调社會地位的崇高，而後被赋予了道德修養的含义。自此，“君子”一词有了德性的意義，历代儒士文人以君子之道作為自勉的行為規範。

## 基本解释
「尹」甲骨文象形權杖（執政）加「口」（命令）為「君」會意為「執政號令之主」。君，尊也（《說文》）。君也者，掌令者也（《春秋繁露》）。君者，治辨之主也（《荀子·禮論》）。 
君子的本義，一說指“君之子”，是一部分貴族的通稱（如胡適《中國古代哲學史》）。中国周朝时期，周天子分封诸侯，建立邦国。诸侯称国君，国君的儿子称为君之子。一說以前說為附臆，認為「君」為動詞，指統治、掌管，「子」為對人的通稱，君子是指「掌握統治權力的人」或「處於管理地位的人」（如高喜田《君子之道》）。無論哪說，最初君子都是指有一定身份地位的貴族階層者。後來君子被賦予道德修養的意涵，從「有位」漸漸轉向「有德」，指才德出眾的人。
根據蕭公權的《中國政治思想史》，君子一詞之舊意，傾向於「就位以修德」，孔子則重「修德以致位」。孔子賦予君子一詞新的意義，是該詞意義移轉的關鍵。

## 相关典故

### 標準
- 「內省不疚」，君子在每天反省自己一天所做的事的時候，沒有內疚，沒有恐懼，那麼他可為君子。
- 「知者不惑，仁者不憂，勇者不懼。」
- 「君子不党」
- 「君子不重，則不威，學則不固。主忠信。無友不如己者。過則勿憚改」(《學而》第一）[4]
- 「先行其言，而後從之。」(《為政》第二)
- 「君子喻於義，小人喻於利。」(《里仁》第四)
- 「君子坦蕩蕩，小人長戚戚。」(《述而》第七)[5]
- 「君子不憂不懼。」
- 「不憂不懼，斯謂之君子已乎？」
- 子曰：「內省不疚，夫何憂何懼？」(《顏淵》第十二)
- 「君子成人之美，不成人之惡。小人反是。」(《顏淵》第十二)
- 「君子以文會友，以友輔仁。」(《顏淵》第二四)
- 「君子恥其言而過其行。」(《憲問》第十四)
- 「君子義以為質，禮以行之，孫以出之，信以成之。君子哉」(《衛靈公》第十五)
- 「君子病無能焉，不病人之不己知也。」(《衛靈公》第十五)
- 「君子求諸己，小人求諸人。」(論語．《衛靈公》)
- 子曰：｢所謂君子者，言必忠信，而心不怨；仁義在身，而色無伐；思慮通明，而辭不專，篤行信道，自強不息，油然若將可越，而終不可及者，此則君子也。｣(《孔子家語》五儀解第七)
- 「天行健，君子以自強不息。地勢坤，君子以厚德載物。」(周易（易）·乾卦·象辭)

### 其他
- 一般敬稱自己的父親為君子，如家君子。
- 自古以荷花、菊花、蘭花、梅花、蓮花、松、竹等和玉带为君子自表。
- 竊賊因東漢許昌人陳寔的典故而被雅稱為「梁上君子」。